# John William Waterhouse
John William Waterhouse (født 6. april 1849, død 10. februar 1917) var en engelsk maler. Han er bl.a. er kendt for sit maleri The Mermaid fra 1901.